# Лодзя (герб)

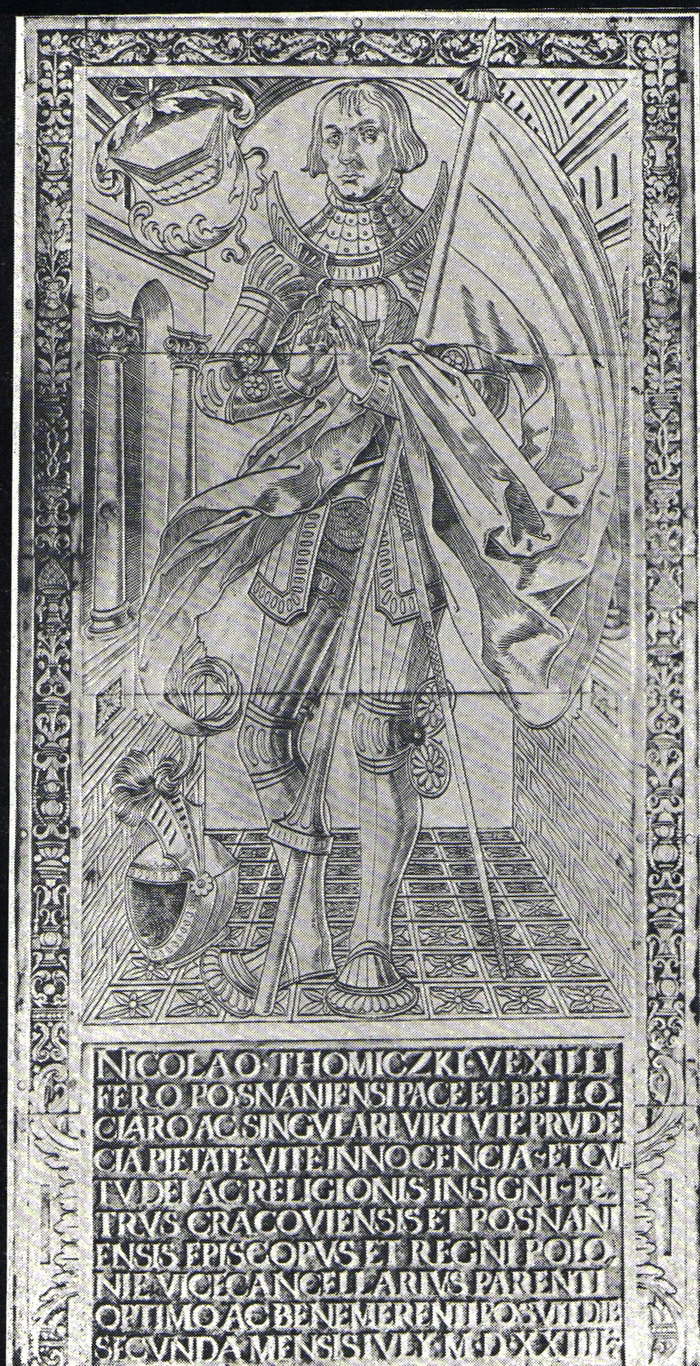
Надгробная плита. Герб Лодзя.

Лодзя (Ладья) (пол. Łodzia, Lodzic, Łodzic, Navis, Nawa) — гласный польский дворянский герб.

## Описание герба
В красном поле золотой челн из четырех досок гвоздьми укрепленных составленный, во шлеме павлиньи перья и таковой же челн.

## Легенды о происхождении герба

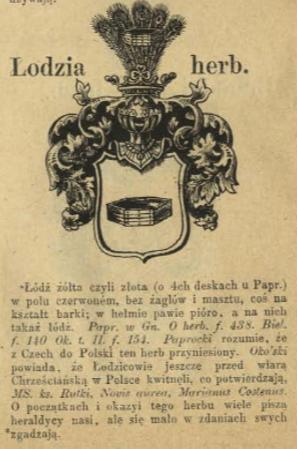
Рисунок из гербовника Каспера Несецкого

В ренессансной Польше бытовало несколько не выдерживающих никакой критики легенд о происхождении герба «Ладья».
Так, утверждалось что «изображения кораблей употреблялись в знаках греками и римлянами», и что «впервые перешло это знамя в Польшу в 969 году, где и употребляется фамилией Лодзиев».
Польский геральдист Симон Окольский (1580—1653)  в своей работе «Orbis Polonus(…)» предложил своим читателям ещё более неординарную историю. Он уверял, что греческие монархи и римские правители устраивали в Афинах торжественные праздники в честь Зевса, где раздавали за заслуги монеты Яна Августа Адриана на которой изображалась лодка. Оттуда такие монеты попали в Чехию, а с Чехии в Польшу в 969 году. Также Окольский пишет, что носители этого герба были прибывшими в Польшу сарматами, которые еще до принятия христианства уже были очень известным родом. Также Окольский упоминал, что при постройке базилики в Гнезно и Кракове во времена правления польского князя Мешко I в стены костелов, между прочим гербами была встроена и Ладья, а также на исторический факт, когда в 1052 году строя вроцлавскую базилику польский король Казимир на фасаде базилики вписал Ладью.
Другой геральдист, Каспер Несецкий (1682—1744) уверял, что герб происходил от древнегреческой шляхты, которая «с Ясоном в Колхиду за золотым руном ходила на ладье» (!!!). В Польшу же герб, согласно Несецкому попал, «Поскольку славяне или сарматы были соседями греков в те века». Несецкий также придумал, что поскольку «славяне осуществляли набеги морем и опустошали неприятельские страны», то, стало быть «наилучшим рыцарям должны были даровать права на герб Ладьи». «Кровопролитное (красное) поле этого герба означало, что предки этого дома собственной и вражеской кровью вспенили моря и реки» (в действительности, характерной особенностью польской геральдики является то, что красный фон используется чаще любого другого). 
Другие геральдисты приписывали гербу английское происхождение или выводили его от кипрских королей.

## Фактическое происхождение герба
Самая ранняя известная печать с гербом «Ладья» принадлежит Войцеху, воеводе калишскому, и относится к 1313 году. Самая ранняя запись о гербе датируется 1411 годом. Самый ранний геральдический источник, в котором упоминается герб, — это работа польского историка Яна Длугоша, датируемая 1464–1480 годами.
Чешский геральдист Бартош Папроцкий считал, что этот герб был перенят из Чехии. Польский профессор Антон Малецкий допускает, что при правлении короля Вацлава в Польше определенное число польских родов входило в более близкие связи с чешской аристократией, перенимая при этом ее гербы.
Однако, не менее вероятно, что герб Ладья имел просто-напросто местное происхождение и было связано с городом Лодзь, откуда мог происходить первый род, принявший этот герб.

## Герб используют
- Город Лодзь

Баболицкие (Babolicki), Бабонаубек (Баубонаубек, Babonaubek, Babunabek, Baubonaubek, Baubounaubek, Baubonalik), Бандлевские (Бендлевские, Bandlewski, Bedlewski), Барановские (Baranowski), Баранские (Baranski), Башковские (Baszkowski), Бечинские (Bieczynski), Бегановские (Bieganowski), Бенецкие (Bieniecki, Bieniedzki), Билинские (Bilinski), Блюдовские (Bludowski), Бнин (Bnin), графы и дворяне Бнинские (Bninski), Боболецкие (Bobolecki), Болевские (Bolewski), Боржиковские (Borzykowski), Боржисковские (Borzyskowski), Броцкие (Brocki), Бродницкие (Brodnicki), Броды де Понинские (Brody de Poninski), Бродзкие (Бродские, Brodzki), Былицкие (Bylicki), Былинские (Bylinski), Хржонстовские (Chrzastowski, Chrzonstowski), Чарнецкие (Czarnecki, Czarniecki, Czarniecki z Czarnej), Чарнковские (Czarnkowski), Чолчинские (Czolczynski), Дахновские (Dachnowski), Даховские (Dachowski), Добратыцкие (Dobratycki), Гляссер (Glasser), Глэмбоцкие (Glebocki), Гноинские (Gnoinski), Горайские (Gorajski), Гораздовские (Gorazdowski), Горки (Gorka, z Gorki), Горские (Gorski), Говаржевские (Gowarzewski), Грондские (Grądzki), Гротовские (Grotowski, v. Grotowa), Иловецкие (Ilowiecki), Ивановские (Iwanowski), Ивицкие (Iwicki), Ивинские (Iwinski), Яловецкие (Jalowiecki), Ясинские (Jasinski), Кихарские (Kicharski), Кобылинские (Kobylinski), Кокоржинские (Kokorzynski), Коморницкие (Komornicki), Корабы (Korab), Корытовские (Korytowski), Коссовские (Kossowski), Кошечковские, Крайковские (Krajkowski), Крженцкие (Krzecki), Кржечковские (Krzeczkowski, Kreczkowski), Кржесинские (Krzesinski), Кржешинские (Krzeszynski), Ксенские (Ksieski, Ksiezki), Куновские (Kunowski), Курнатовские (Kurnatowski), Ляховицкие (Lachowicki), Ляховичи (Lachowicz), Лебецкие (Lebecki), Людомские (Ludomski), Людовские (Ludowski), Лабенцкие (Labecki), Лодзицы (Lodzic), Манецкие (Maniecki), Михальские (Michalski), Мичуха (Miciucha, Miczucha, Miczuha), Мених (Mienych), Миляновские (Milanowski), Млодавские (Mlodawski), Мосцинские (Moscinski), Мощенские (Moszczenski), Мощинские (Moszynski), Нарамовские (Naramowski), графы и дворяне Опалинские (Opalinski), Ордэнги (Ordega, Ordzga), Осиповские (Osipowski, Osypowski, Ossypowski), Пянтковские (Piatkowski), Покоржинские (Pokorzynski), князья графы и дворяне Понинские (Poninski, Brody Poninski), Поводовские (Powodowski), Пржекора (Przekora), Рабинские (Rabinski), Рачковские (Raczkowski), Радзевские (Radzewski, Radziewski), Радзицкие (Radzicki), Ромбинские (Rabinski), графы и дворяне Рогалинские (Rogalinski), Ростковичи (Rostkowicz), Рошковские (Roszkowski), Ржечицкие (Rzeczycki), Сабковские (Sabkowski), Сапковские (Sapkowski), Седлецкие (Siedlecki), Серославские (Sieroslawski), Скалавские (Skalawski), Слабковские (Slabkowski), Служовские (Sluzowski), Смигельские (Smigielski), Смогоржевские (Smogorzewski), Старчиновские (Starczynowski), Старковецкие (Starkowiecki), Старовольские (Starowolski), Сулинские (Sulinski), Сулковские (Sulkowski), Шолдрские (Szoldrski), Смигельские (Smigielski), Сверчевские (Swierczewski), Щиперские (Szczypierski, Sczypierski), Шкаловские (Szkalowski), Шолдрские (Szoldrski), Тачальские (Taczalski), Тлоцкие (Tlocki), Томицкие (Tomicki), Венгерские (Wegierski), Венцборские (Wiecborski), Выгановские (Wyganowski, Wygonowski), Высоцкие (Wysocki), Забенские (Zabienski), Закржевские (Zakrzewski), Залинские (Zalinski), Згорские (Zgorski), Згурские (Zgórski), Здзеховские (Zdzechowski, Zdziechowski), Здзыховские (Zdzychowski),  Жабинские (Zabinski), Жировецкие (Zyrowiecki), Житовецкие (Zytowiecki).
Лодзя изм.
графы Понинские (Poninski). 